# Brendan Rogers
Brendan Rogers (25 de fevereiro de 1968) é um ex-jogador de futebol canadense, linebacker e defensive back que jogou por nove anos no Canadian Football League (CFL). Ele foi convocado na quarta rodada, 32.º no geral pelo Winnipeg Blue Bombers no CFL Draft de 1991. Ele jogou em cinco temporadas com o Blue Bombers e empatou. Rogers disputou quatro jogos no campeonato da Grey Cup, vencendo duas vezes com o Toronto Argonauts em 1996 e 1997. Ele terminou sua carreira com o Saskatchewan Roughriders e, a partir de 2019, é o terceiro de todos os tempos em equipes especiais da carreira, com 176.
Ele jogou futebol americano universitário no Eastern Washington Eagles.